# John R. Curtis

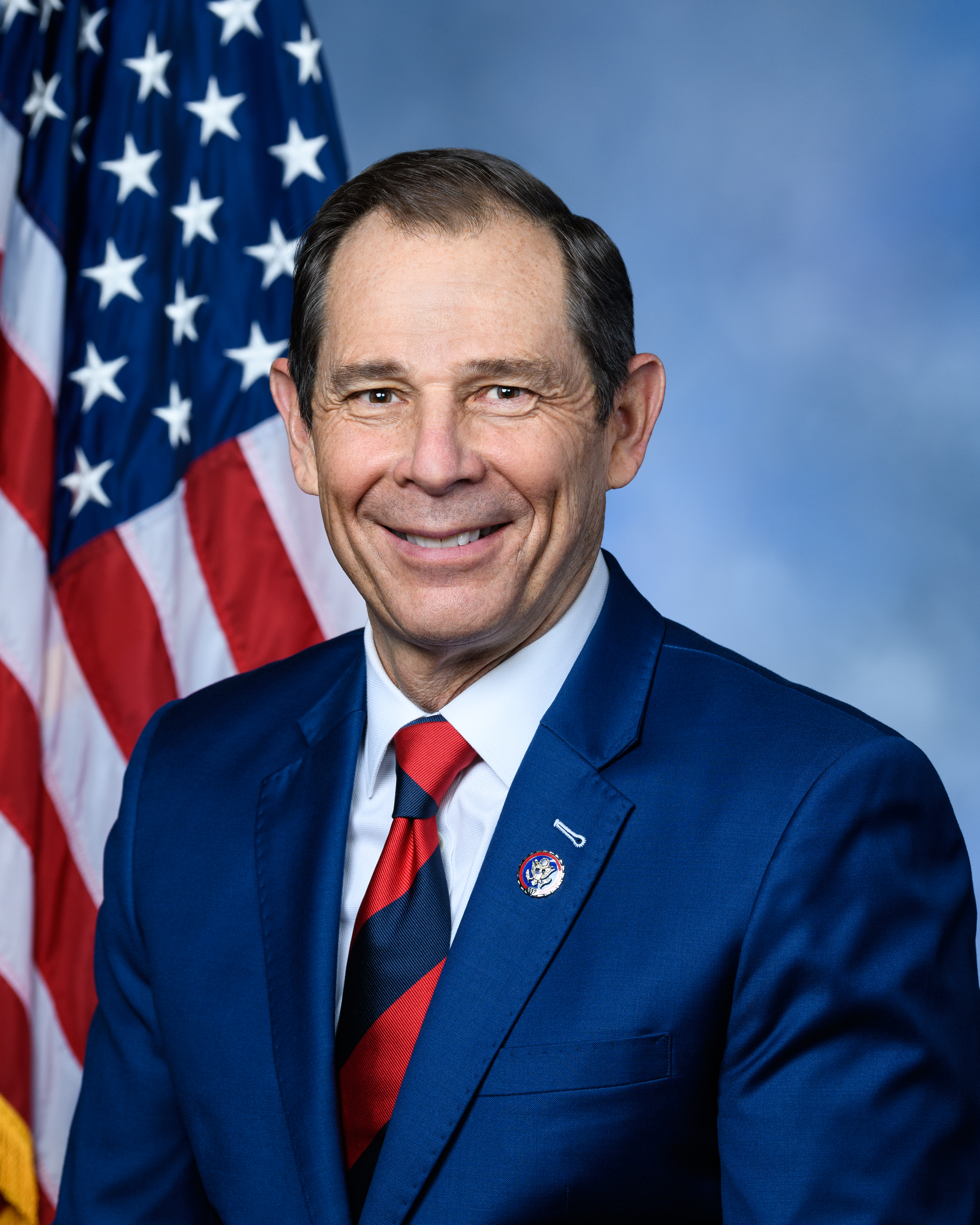
John R. Curtis

John Ream Curtis (* 10. Mai 1960 in Ogden, Utah) ist ein US-amerikanischer Politiker der Republikanischen Partei. Von 2017 bis 2025 vertrat er dritten Distrikt des Bundesstaats Utah im US-Repräsentantenhaus. Seit dem 3. Januar 2025 vertritt er Utah im Senat der Vereinigten Staaten.

## Leben
John Curtis wuchs als viertes von fünf Kindern von Dee und Dawn Curtis in Salt Lake City auf. Als gläubiges Mitglied der Kirche Jesu Christi der Heiligen der Letzten Tage absolvierte er als junger Mann im Jahr 1980 eine einjährige Missionarstätigkeit, die ihn bis nach Taiwan führte.
Nach dem Besuch der Skyline High School in Millcreek absolvierte er die Brigham Young University in Utah. Hier erwarb er den Abschluss in Betriebswirtschaftslehre. Im Jahr 2000 wurde er Chief Operating Officer (COO) bei Action Target, einem Unternehmen, das Schießstände produziert.
John Ream Curtis ist seit 1982 verheiratet und hat mit seiner Frau Sue sechs gemeinsame Kinder.

## Politik
Curtis war von 2000 bis 2006 Mitglied der Demokratischen Partei. Als solches kandidierte er im Jahr 2000 erfolglos um einen Sitz im Senat von Utah, ebenso 2007 um einen Sitz im Repräsentantenhaus von Utah. 2009, in der Zwischenzeit Republikaner, kandidierte er für das Amt des Bürgermeisters von Provo – mit Erfolg. Im Jahr 2013 wurde er mit rund 87 Prozent der Stimmen wiedergewählt. Zuletzt hatte er eine Zustimmungsrate von über 90 Prozentpunkten.
Nach dem Rücktritt des Kongressabgeordneten Jason Chaffetz im Juni 2017 gab Curtis die Absicht bekannt, für dessen Sitz im Repräsentantenhaus der Vereinigten Staaten kandidieren zu wollen. Mit rund 59 Prozent der Stimmen wurde er Anfang November 2017, bei der Sonderwahl, in das Mandat gewählt. Er konnte die reguläre Wahl 2018 sowie Wahl 2020 ebenfalls für sich gewinnen.
Für die Wahlen 2024 bewarb Curtis sich um Mitt Romneys Sitz im Senat der Vereinigten Staaten. In der Vorwahl am 25. Juni 2024 konnte er sich gegen drei Kandidaten durchsetzen, auch wenn einer seiner Rivalen von Donald Trump und der republikanischen Partei Utahs unterstützt wurde. Im November 2024 setzte er sich mit 62,5 % gegen die demokratische Gegenkandidatin Caroline Gleich durch.